# Sorceress (альбом Джесс Уильямсон)
Sorceress  — четвёртый студийный альбом американской инди-фолк исполнительницы и автора песен Джесс Уильямсон, изданный 15 мая 2020 года на лейбле Mexican Summer.
Альбом получил положительные отзывы музыкальной критики и интернет-изданий.

## Синглы
26 февраля 2020 года Уильямсон объявила о выпуске альбома вместе с первым синглом «Wind on Tin». Второй сингл, «Infinite Scroll», был выпущен 31 марта 2020 года. 30 апреля 2020 года «Smoke» стал третьим синглом, выпущенным Уильямсон.

## Отзывы
| Совокупная оценка    | Совокупная оценка |
| Источник             | Оценка            |
| -------------------- | ----------------- |
| Metacritic           | 74/100            |
| Оценки критиков      |                   |
| Источник             | Оценка            |
| AllMusic             | [ 7 ]             |
| Clash                | 7/10              |
| Exclaim!             | 8/10              |
| The Line of Best Fit | 8/10              |
| MusicOMH             | [ 11 ]            |
| Paste                | 8.5/10            |
| Pitchfork            | 7/10              |
| Sputnikmusic         | [ 14 ]            |
| Under the Radar      | 7.5/10            |

Альбом получил положительные отзывы музыкальной критики и интернет-изданий. На сайте Metacritic, который присваивает нормализованный рейтинг из 100 баллов рецензиям основных критиков, альбом получил средний балл 74 на основе 11 профессиональных рецензий, что означает «общее одобрение и благоприятные отзывы».

## Список композиций
| №   | Название                  | Длительность |
| --- | ------------------------- | ------------ |
| 1.  | «Smoke»                   | 3:32         |
| 2.  | «As the Birds Are»        | 3:49         |
| 3.  | «Wind on Tin»             | 3:13         |
| 4.  | «Sorceress»               | 4:40         |
| 5.  | «Infinite Scroll»         | 4:13         |
| 6.  | «Love's Not Hard to Find» | 3:48         |
| 7.  | «How Ya Lonesome»         | 4:49         |
| 8.  | «Rosaries at the Border»  | 3:59         |
| 9.  | «Ponies in Town»          | 3:47         |
| 10. | «Harm None»               | 3:19         |
| 11. | «Gulf of Mexico»          | 4:08         |

## Чарты
| Чарт (2020)               | Высшая позиция |
| ------------------------- | -------------- |
| UK Americana Albums (OCC) | 15             |